# Plagiothecium planissimum
Plagiothecium planissimum là một loài Rêu trong họ Plagiotheciaceae. Loài này được (Mitt.) E.B. Bartram miêu tả khoa học đầu tiên năm 1946.